# Mark Greene
Mark Greene est un personnage de fiction de la série télévisée Urgences incarné par l’acteur Anthony Edwards et doublé en français par William Coryn.
Mark est l'un des personnages originaux de la série, vu pour la première fois dans le pilote de la série. 
Pilier du Cook County, il y restera jusqu'à sa mort, à la fin de la saison 8. On revoit Mark Greene dans l'épisode 7 de la saison 15 d'Urgences à l'occasion d'un flash-back.

## Personnage
Mark Greene, enfant unique, a grandi avec ses parents, Ruth et David Greene. Son père faisait partie de la marine américaine, et sa mère était femme au foyer. Durant son enfance, ils ont beaucoup déménagé. L'endroit où il a vécu le plus longtemps est Hawaï, pendant 3 ans.
Au lycée, il rencontre sa première femme, Jennifer, appelée Jen. Ils se marient et ont une petite fille, Rachel.
Mark est interne en dernière année dans la première saison. Il est très ami avec Doug Ross, Susan Lewis et Carol Hathaway. Puis dans la seconde saison, Kerry Weaver arrive au Cook County, avec qui il a quelques différends, mais qui est tout de même son amie.
Avec sa femme Jen, le couple aura de grandes difficultés. Mark n'est pas souvent à la maison pour s'occuper de Rachel, elle finit par le tromper avec son collègue. Jen et Mark divorcent. Elles partent vivre à Milwaukee puis à Saint-Louis.
Au cours de la série, Mark a plusieurs aventures comme Chuny Marquez ou Cynthia Hooper. Mais, c'est au cours de la saison 5 qu'il retrouvera l'amour auprès du Dr Elizabeth Corday. Au début de la saison 7, ils décident de se marier.
Dans l'épisode Sauve-moi (saison 7), Mark est pris de violentes migraines et souffre de troubles de la parole. Un scanner révèle qu'il est atteint d'une tumeur au cerveau. Le même jour, Elizabeth apprend qu'elle est enceinte. Elle accouchera d'une petite fille, Ella. Dans un premier temps, la tumeur de Mark est opérable, mais la rémission n'est pas totale. Lors de la saison 8, il meurt auprès de sa famille, à Hawaï.